# IC 287
IC 287 ist eine linsenförmige Galaxie vom Hubble-Typ S0-a im Sternbild Eridanus am Südsternhimmel. Sie ist schätzungsweise 168 Millionen Lichtjahre von der Milchstraße entfernt und hat einen Durchmesser von etwa 40.000 Lj.

Im selben Himmelsareal befinden sich u. a. die Galaxien NGC 1196, NGC 1200, NGC 1204, IC 285.
Das Objekt wurde am 7. Dezember 1893 vom französischen Astronomen Stéphane Javelle entdeckt.